# Stephen Stewart
Stephen Stewart (ur. 26 marca 1978 r. w Sydney) – australijski wioślarz, reprezentant Australii w wioślarskiej ósemce  podczas Letnich Igrzysk Olimpijskich w Pekinie.

## Osiągnięcia
- Igrzyska Olimpijskie – Ateny 2004 – ósemka – 3. miejsce[1].
- Igrzyska Olimpijskie – Pekin 2008 – ósemka – 6. miejsce[1].